# Усачевский, Владимир Алексеевич
Владимир Алексеевич Усачевский (англ. Vladimir Ussachevsky; 3 ноября 1911, Хайлар, Маньчжурия — 2 января 1990, Нью-Йорк, США) — русский и американский композитор и пианист, один из основоположников электронной музыки.

## Биография
Родился в русской семье в городе Хайларе, Маньчжурии (в настоящее время — Внутренняя Монголия, КНР). Отец — офицер российской Императорской армии, командовавший войсками, охранявшими строительство Транссиба. В семье было пятеро детей. Первоначально всех их музыке обучала мать, Мария Михайловна Панова, преподавательница игры на фортепиано. Владимир в детстве пел в православном церковном хоре.
В 1930 году семья (без отца, который вернулся в СССР) эмигрировала в США, в Калифорнию. К тому времени Усачевский уже был одарённым пианистом, особенно известным своими интерпретациями музыки эпохи романтизма и блестящими импровизациями. Изучал основы музыкальной композиции в Помона-колледже в Клермонте, штат Калифорния, а также в нью-йоркской консерватории Истмен, где в 1939 году работал с Говардом Хансоном, Бернардом Роджерсом и Берриллом Филлипсом и получил степень магистра и доктора наук.
В начале 40-х годов Усачевский преподаёт музыку в Вермонте и работает помощником хорового режиссёра в Южной Калифорнии. После призыва в армию Усачевский был направлен в УСС, по причине знания русского и китайского языков. Находясь в Вашингтонском университете в Сиэтле на переподготовке, встретил там в 1943 году свою будущую жену Элизабет Крэй (впоследствии — исполнительный директор Академии американских поэтов в Нью-Йорке).
Его ранние нео-романтические произведения были написаны для традиционных инструментов, но в 1951 году он начал сочинять электронную музыку. Занимал пост президента Альянса американских композиторов С 1968 по 1970 год.
С 1947 по 1980 год преподавал в Колумбийском Университете. Также преподавал в Университете Юты.
В 1959 году Усачевским (совместно с Отто Люнингом) при спонсорской поддержке Фонда Рокфеллера был основан Колумбийский Принстон-центр электронной музыки в Нью-Йорке — первый центр электронной музыки в США. По словам Люнинга, «мы хотели создать центр, в котором композиторы могли бы работать и ставить эксперименты без какого-либо давления со стороны коммерции. Большинство Европейских студий существует при радиостанциях, но мы чувствовали, что в Америке это работать не будет, так как силы коммерции слишком велики. Нам казалось, что лучшим местом является университет, в котором есть поэты, литераторы и театралы, и акустики, на которых можно было бы проверить свои идеи и получить соответствующие реакции. Одновременно можно подключить к работе студентов и сделать студию доступной для людей, желающих экспериментировать на по-настоящему высоком уровне». Сама студия образовалась во многом благодаря счастливой случайности: в 1952 году университет Колумбии поручил следить за недавно приобретённым магнитофоном Владимиру Усачевскому, который таким образом получил в своё распоряжение оборудование для музыкальных экспериментов. В дальнейшем, в 1955 году университет приобрёл для студии первый синтезатор, только что изобретённый.
В разное время у Владимира Усачевского учились такие признанные мастера американской музыки, как Джон Эпплтон, Чарльз Додж, Венди Карлос, Элис Шилдс, Харви Солбергер, Чарльз Уоринен.

## Дискография
«VLADIMIR USSACHEVSKY ELECTRONIC AND ACOUSTIC WORKS 1957—1972». New York: New World Records (80654-2), 2007.
This is a compilation rerelease of recordings originally issued on various CRI LP’s in the 1960s and 70’s.
- Metamorphosis (1957)
- Linear Contrasts (1958)
- Wireless Fantasy (1960)
- Of Wood and Brass (1965)
- Computer Piece No. 1 (1968)
- Two Sketches for a Computer Piece (1971)
- Three Scenes from The Creation (1960; rev. 1973)
- Missa Brevis (1972)

«Vladimir Ussachevsky: Film Music». New York: New World Records (80389), 1990.
- Suite from No Exit (1962)
- Line of Apogee (1967)